# 岳林寺
岳林寺（がくりんじ）は、大分県日田市北友田にある臨済宗妙心寺派の寺院。

## 概要

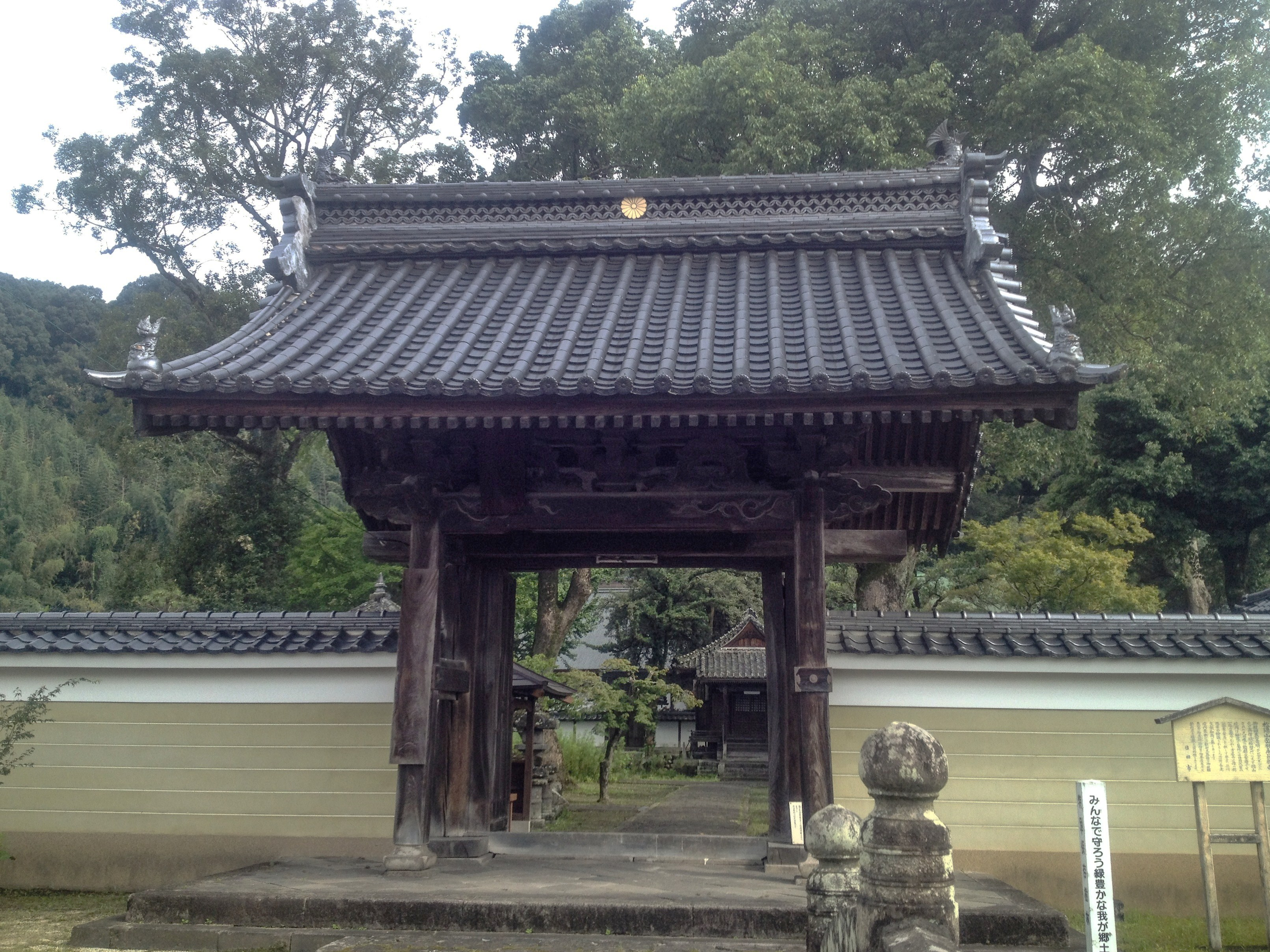
惣門

建立は、1299年から1342年。後醍醐天皇の綸旨、足利尊氏の支援によって創建された勅願寺である。現在の寺院は江戸時代の1635年（寛永12年）に玉翁和尚らによる再興によるもので、現存する建物はそれ以降のものである。現在は南北朝時代の1343年（興国4年（南朝）・康永2年（北朝））に造られた釈迦三尊像や明極楚俊坐像のほか、明極楚俊の頂相画、涅槃図、安土桃山時代から江戸時代の古文書、絵図などの史料や宝物を所蔵する。境内にある岳林寺郷土資料館兼文化財収蔵庫では、岳林寺文書や岳林寺絵図などを収蔵し、一般公開している。
また、現在の境内外であるが、北友田2丁目にある片山磨崖仏、吹上台地の東にある吹上神社の観世音菩薩像（吹上観音）も岳林寺のものとされる。
岳林寺が収蔵する「岳林寺絵図」によると法堂を中心に、南には「瑞雲閣」と書かれた額の山門、続いて1対の蓮池を脇に配置した惣門のほか東西には「正寿院」「延命院」「小吹上観音堂」「三重塔跡」、などの礎石と建物が描かれている。

## 歴史

### 創建
豊後国日田郡司大蔵氏の第10代当主大蔵永貞が1299年頃から13年を費やして建立した禅宗寺院であるが、創建の縁起については詳らかでない。
日田の史家、森春樹（1771年 - 1834年）著書の『日田造領記』には、
とあり、これが岳林寺の創建について語りつがれている要旨である。このため、現在でも天皇ゆかりの菊花紋などが山門など各所に見られる。

### 南北朝時代から江戸時代
11代大蔵永敏が父・永貞の跡をついで1342年（興国3年（南朝）・康永元年（北朝））に岳林寺の堂塔伽藍を完成させるが、一旦、遭難する。遭難の経緯は不明であるが、大蔵永秀によって1431年（永享3年）に岳林寺の再興が行われている。南北朝･戦国時代の戦乱に加えて、1444年（文安元年）に大蔵氏直系の滅亡や、大友日田氏の滅亡などによって、ふたたび岳林寺は荒廃した。
その後、岳林寺が復興するのは近世のことである。
1672年（寛文11年）、徳川4代将軍家綱の時、江戸から岳林寺宛に寺領再興および修復等についての裁許状があり、幕府直轄領であった日田郡友田村の内30石の領地が綱吉の名義で寄進された。5代綱吉以降も同様の朱印状を与え、14代家茂まで続いた。

### 明治から現在
明治以降も、寺領についてはそのまま引き渡されたが、太政官の神仏分離の令によって堂内にあった後醍醐天皇像や楠木正成の肖像は、庄手村亀山（日隈山）の春日神社境内に新しく社を建てて日隈神社として分祀することとなった。その後1874年（明治7年）の社寺逓減禄公布で寺領も消滅し、現在の本坊跡の一部、約3,500坪（約11,570㎡）が境内として残った。

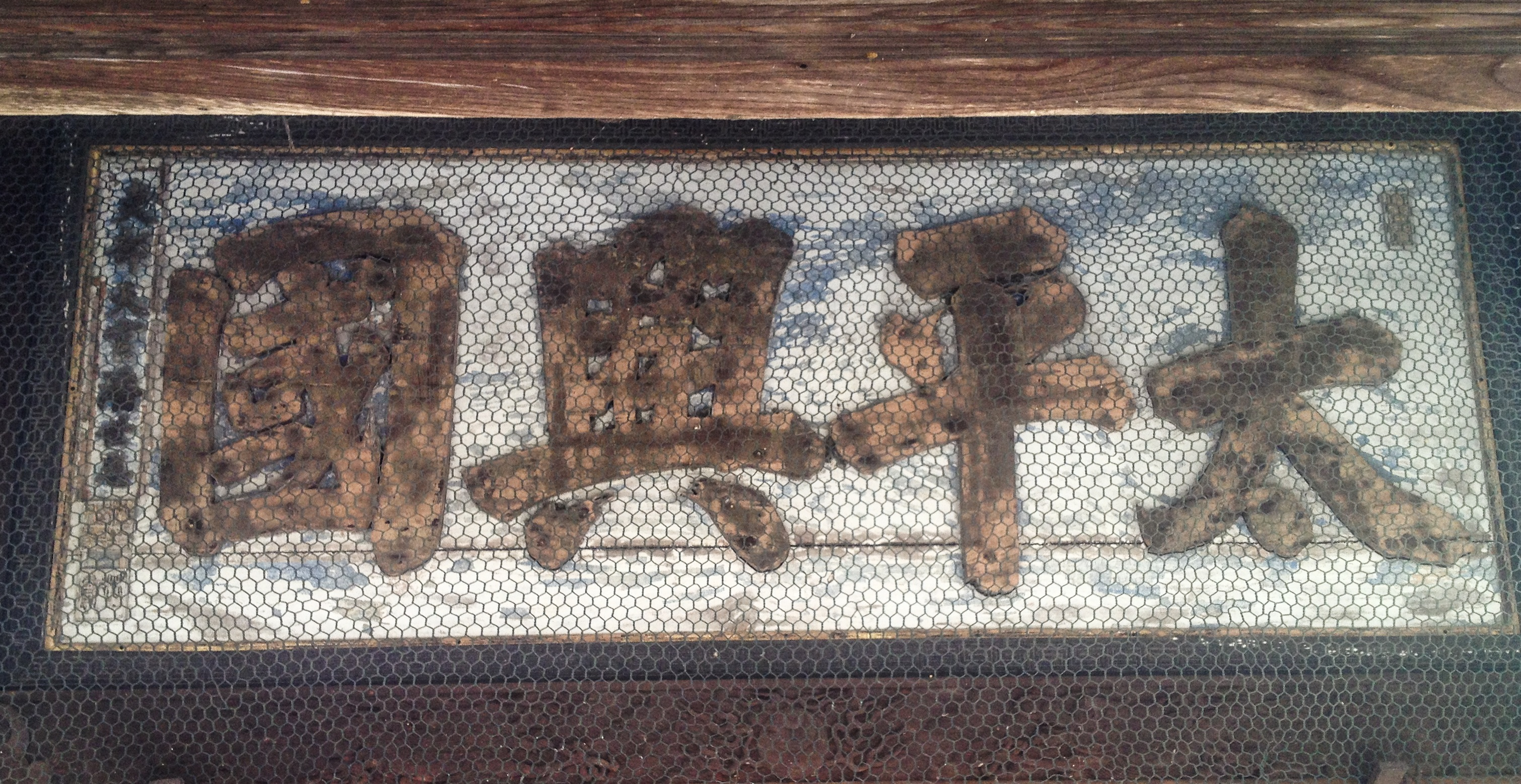
惣門の「太平興國」の額
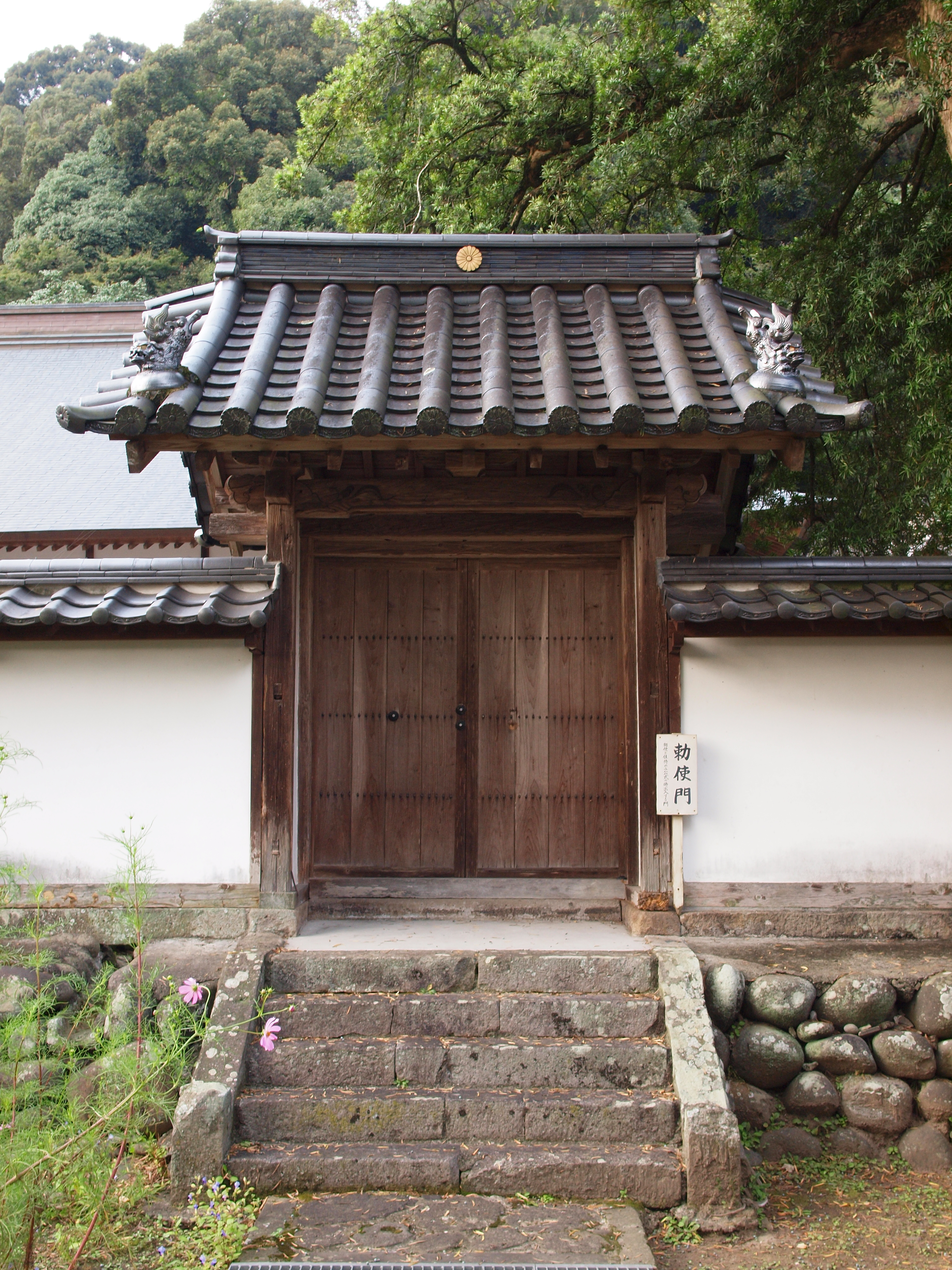
勅使門
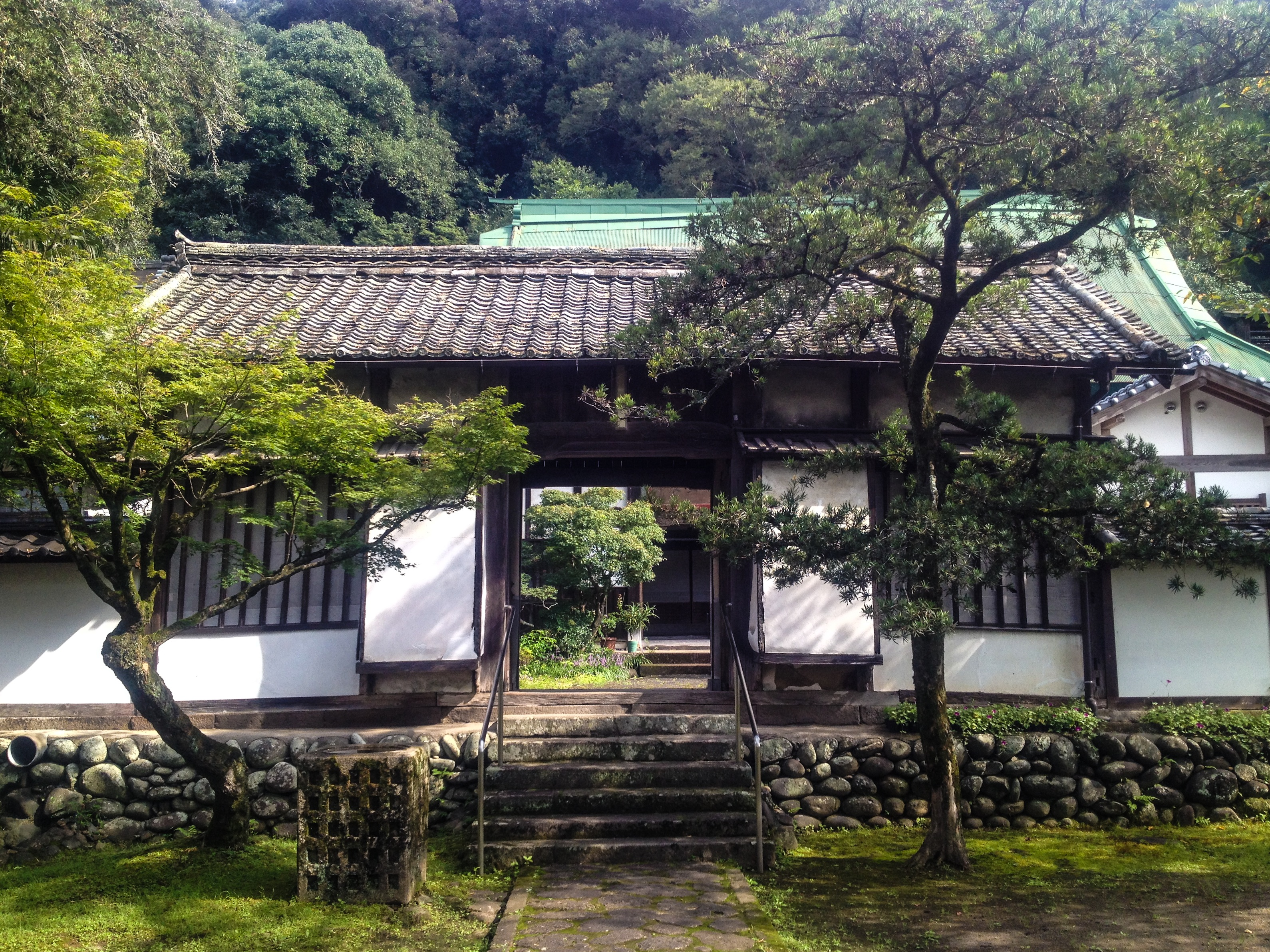
中門
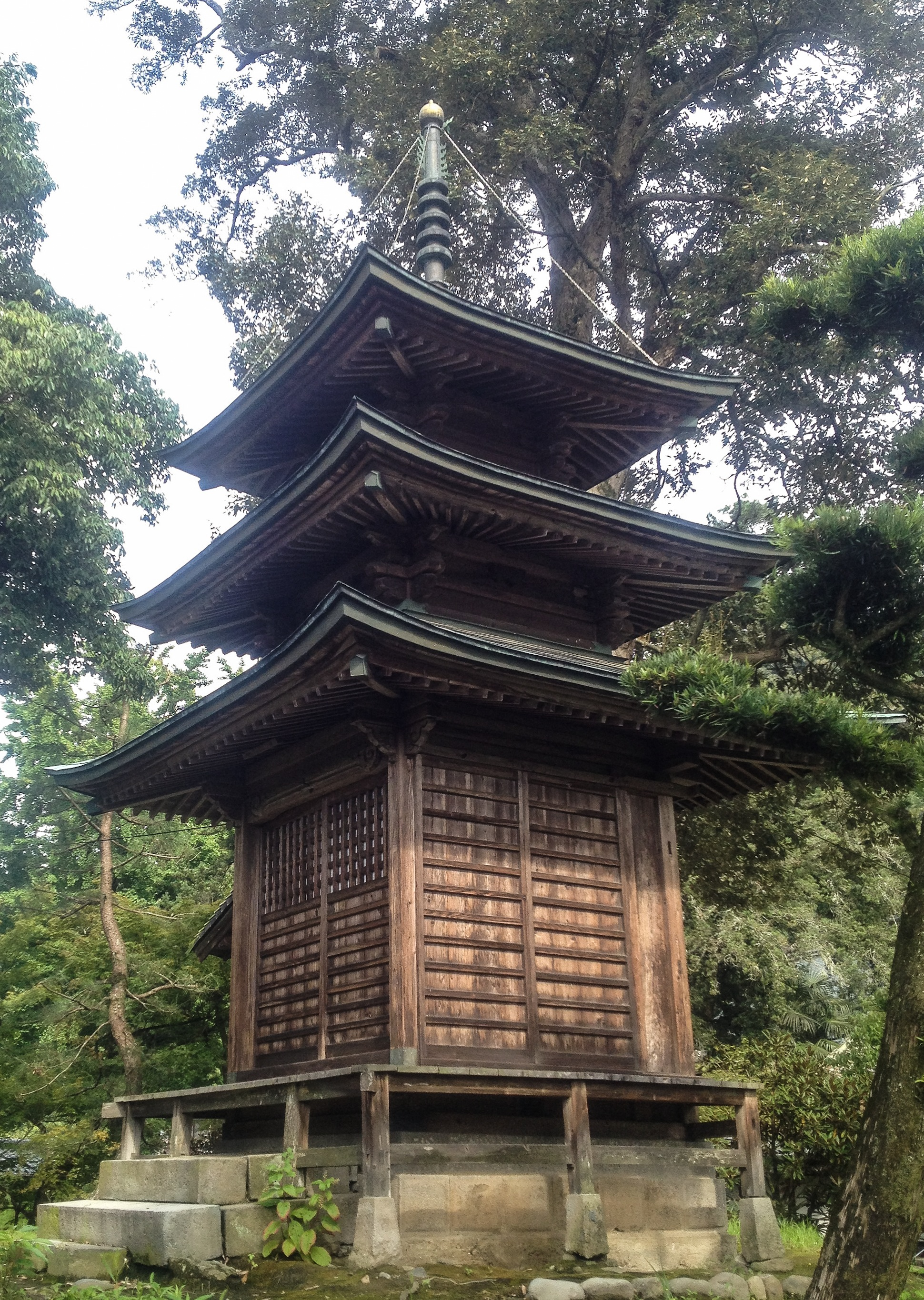
三重塔

## 文化財
- 岳林寺木造明極楚俊坐像（大分県指定）
- 絹本着色仏涅槃図（大分県指定）
- 岳林寺木造釈迦三尊像（日田市指定）
- 岳林寺弥勒菩薩坐像（日田市指定）
- 岳林寺絹本着色明極楚俊像（日田市指定）
- 岳林寺紙本墨書明極楚俊墨蹟（日田市指定）
- 岳林寺絵図（日田市指定）
- 岳林寺文書（日田市指定）